# Kirjat Ata
Kirjat Ata (Hebreeuws: קריית אתא, Engels: Kiryat Ata) is een voorstad van Haifa in Israël. De plaats had ongeveer 49.900 inwoners in 2008.
Kirjat Ata groeide en bloeide rondom de Ata-textielfabrieken, ooit een van de grotere bedrijven in Israël. In de jaren 80 ging het inmiddels gesubsidieerde bedrijf definitief failliet, omdat het niet tegen de concurrentie uit Oost-Azië opgewassen was, met alle gevolgen van dien voor de werkgelegenheid in de stad. (De Ata-fabrieken produceerden ook kleding voor het Israëlisch Defensieleger, maar het leger prefereerde duurdere kleding uit de VS omdat het Amerikaanse hulp aldaar moest besteden.)
De Ata-fabrieken en -winkelketen bestaan niet meer, maar de stad Kirjat Ata blijft de weinig bekende afkorting van de fabrieken dragen; ATA staat voor Ariegiem Totseret Artseenoe, oftewel stoffen geproduceerd in ons land.
Kirjat Ata is inmiddels vooral een forensenstad bij Haifa. De socio-economische classificatie van de stad was 5 uit 10 op de schaal van het Israëlisch Centraal Bureau voor de Statistiek. Er woonden 1051 vrouwen op iedere 1000 mannen (statistieken uit september 2003).

## Geboren in Kirjat Ata
- Yuval Noah Harari (1976), historicus
- Hovi Star (1986), zanger